# Svatý Linhart (Karlovy Vary)
Svatý Linhart je osada v Karlových Varech, ležící v severozápadní části Lázeňských lesů.

## Historie
Nedaleko osady stál kostel svatého Linharta, od něhož osada získala svůj název.
V polovině 19. století byla postavena výletní restaurace, kterou hojně navštěvovali lázeňští hosté v souvislosti se sousední rozhlednou Aberg (Doubská hora). Z restaurace Svatý Linhart vznikla kavárna, která je v současné době (2023) po rekonstrukci otevřena. V blízkosti tohoto komplexu budov se v lese nachází starý čedičový lom.
V roce 1838 obnovila matka Odo Russella kapli svatého Linharta vedle zříceniny kostela. V současnosti cesta, na jeho počest pojmenovaná Russellova cesta, vede směrem do Karlových Varů.
U příležitosti 675. výročí založení Karlových Varů byl v roce 2000 u Svatého Linharta vztyčen pamětní kámen připomínající toto výročí.

## Turismus
Na Svatém Linhartu bylo vybudováno přírodní lanové centrum. Také se zde nachází parkoviště a kavárna. V celém okolí provozují Lázeňské lesy Karlovy Vary Lesní centrum.
Nedaleko osady se také nachází také obora o ploše 40 hektarů. Návštěvníkům jsou přístupné také lávky vedoucí až 6 metrů nad oborou. Jsou zde chovány tři druhy zvěře: jelen sika Dybowského, daněk evropský a prase divoké.